# Ajegunle
Ajegunle, im Volksmund als „AJ City“ oder einfach „AJ“ bekannt, ist ein Stadtteil im Herzen von Lagos, Bundesstaat Lagos, Nigeria. Es befindet sich im Verwaltungsbezirk Ajeromi-Ifelodun in Lagos. Ajegunle bedeutet in der Yoruba-Sprache „Ein Ort, an dem Reichtum wohnt.“
Der Ortsteil grenzt im Westen an Apapa Wharf und Tincan, zwei der größten Seehäfen Nigerias, über die über 70 Prozent der importierten Waren in das Land gelangen. Ajegunle hat eine Bevölkerung von etwa 550.000 Einwohnern, die vielen ethnischen Gruppen Nigerias angehören.
Die Gemeinschaft war dem Ijaw/Ilaje-Konflikt ausgesetzt, der eine Inspiration für das 2007 von African China veröffentlichte Album CRISIS wurde.

## Persönlichkeiten
- Justina Lee Brown (* 1984), Afro-, Funk-, Soul-, Blues-, Rock- und Jazzsängerin sowie Komponistin, Songschreiberin und Entertainerin